# Berardo Cittadini
Berardo Cittadini (Iseo, 16 settembre 1880 – Gromo, 3 febbraio 1969) è stato un imprenditore e politico italiano.

## Biografia

### La famiglia
Nacque sulla sponda bresciana del lago d'Iseo, da Luigi Cittadini, titolare di un liquorificio, e Maria Guerini, giovane di nobili origini trevigliesi.
Restò orfano di padre, e si trasferì con la madre ed i tre fratelli a Brescia, dove conseguì il diploma tecnico municipale e successivamente quello in architettura presso la scuola Moretto, accompagnando gli studi di disegno, economia, meccanica ed elettronica con lavori pratici; proseguirà per tutta la vita studiando e lavorando contemporaneamente.
Iniziò a lavorare tredicenne, impostando e gestendo la partita doppia in un'impresa di costruzioni. 
In seguito lavorò in Svizzera presso un ufficio tecnico, dove imparò il calcolo dei cementi armati; studiandolo sui testi esistenti all'epoca studia francese e tedesco.
Fu uno dei primi a utilizzare questa nuova tecnica in Italia, il primo nel Trentino. Appena diciannovenne inizia a dirigere lavori: fra le prime opere vi è l'ospedale di Castegnato Bresciano.
Il 14 novembre 1901 sposò a Brescia la coetanea Susanna Bertieri. Da lei ebbe otto figli: Evelina, Isa, Mariella, Antonio e Andrea, mentre Gino, Giuseppina, Elsa, muoiono prematuramente. Nei primi anni insegnò anche Matematica e Disegno alla Scuola Moretto ed entrò in contatto con vari artisti fra cui Cesare Bertolotti, al quale affiderà vari affreschi di Villa Simonini. Realizza cementi armanti a Campoverde di Salò ed a Gromo, un paese dell'alta Val Seriana in provincia di Bergamo di cui diviene podestà.
La figlia Mariella, si sposerà con Bruno Gambarelli, calciatore bergamasco che in passato aveva comandato (con il nome di Barba d'i Ba) unità partigiane nella zona di Bani, frazione di Ardesio, aiutando molti inglesi a superare il confine e ricevendo in seguito un encomio ufficiale dal generale Alexander da questo matrimonio nascerà Gianfranco Gambarelli. La figlia Isa sposerà Benedetto De Beni annoverato tra i Giusti tra le nazioni.

### Il podestà
Venne nominato podestà di Gromo con Regio Decreto il 14 giugno 1934, nomina che venne poi rinnovata il 17 agosto 1938, e che manterrà fino al termine del secondo conflitto mondiale
Nello svolgimento della sua mansione, rappresentante ufficiale del regime, non applicò alla lettera le idee fasciste: proprio nella sua casa a Gromo vengono nascoste le due sorelle ebree Sara Daria e Raschel Shirayev Turok, scampate al massacro di Voroshilovgrad grazie alla protezione degli alpini italiani, in particolare del genero Benedetto De Beni, marito di Isa. Al capitano De Beni verrà per questo conferito, dal ministro israeliano Miriam Ziv, il riconoscimento formale di Giusto tra le nazioni. Numerose testimonianze di partigiani, che dalle vicine frazioni di Bani di Ardesio, e Novazza di Valgoglio, raccontano come la sua casa sia servita a nascondiglio dalle rappresaglie fasciste e tedesche.
Durante gli anni del periodo fascista, arriverà ad ospitare nella sua casa fino a trentasei persone, tra famigliari, clandestini, partigiani e bisognosi
Operò per quattordici anni in quel ruolo, donando al paese un contributo finanziario personale e varie opere, come l’Ospedale Milesi.
Il suo temperamento vivace e battagliero emerse sovente, durante le sedute consigliari di Gromo gli giunsero talora, dalla vicina chiesa di S. Gregorio, richieste perché abbassasse il tono della voce che disturbava lo svolgimento delle funzioni. Un carattere difficile: rigoroso e duro in gran parte dei rapporti familiari, ma non privo di sorprendenti aperture.

### L'Imprenditore

Berardo Cittadini

Esigentissimo cultore della sicurezza sul lavoro, ottenne statistiche di incidenti quasi nulle anche in opere di particolare
pericolosità, nonostante all'epoca vi fossero alti tassi di mortalità lavorativa.
Sempre interessato agli operai, provvide spesso alle loro necessità di case, assistenza sociale ed istruzione.
Il suo amore per lo studio si rivelò dalla collaborazione con vari organi di stampa, sia giornali locali che riviste specializzate, con i quali scrisse articoli tecnici, artistici, sociali, turistici, forestali, di storia della civiltà etrusca e di geologia. Si appassionò in particolare a quest'ultima scienza per motivi di lavoro, della quale analizzò attentamente ogni zona in cui operare, soprattutto per ponti, dighe e gallerie.
Centinaia furono le opere realizzate dalla sua impresa, dalla Liguria al Piemonte, alla Lombardia, al Veneto e Trentino.

## Opere
Le più importanti:

### Impianti Idroelettrici
I lavori più famosi riguardarono la costruzione della diga del Barbellino, della quale fece la parte più difficile: la centrale elettrica, la
galleria, la condotta forzata, i bacini, le strade mulattiere, i piani inclinati e le teleferiche, giungendo con le sue squadre d'operai in luoghi dove mai era arrivato piede umano.
In genere si accollava l'impegno dell'intera opera, dalla diga alle case del personale. Altri impianti furono costruiti nell'alta valle Seriana, nei comuni di Ardesio, Gromo e Villa d'Ogna.
In provincia di Brescia particolarmente impegnativi furono gli impianti di Gaver, nel comune di Breno, dove la diga del lago della Vacca e le opere connesse portarono ad effettuare lavori importanti fino a 2500 metri di quota. Eseguì altri impianti sul fiume Oglio presso Esine, Cedegolo e Pisogne, costruendo canali e gallerie a Bitto, in provincia di Sondrio.

### Costruzioni stradali
La più impegnativa fu certamente la Gardesana occidentale, chiamata la strada nella roccia nel tratto tra la Valle della Torre ed il Porto di Tignale. In esso la strada sale alla massima quota di 120 metri sul lago e rimane quasi completamente incavata nella roccia, con preponderanza di gallerie. La roccia nel primo tratto, sotto Muslone, è stratificata a corsi sottili, ed richiese una sagoma particolare policentrica rialzata nella costruzione delle gallerie, il cui arco così risultò pressappoco a sesto acuto. Difficilissima la realizzazione per l'impossibilità di accesso, per la struttura della roccia e per la necessità di non arrestare il traffico dell'altra strada allora esistente. Notevole il risultato:
Un'altra opera di particolare impegno fu la camionale Genova-Serravalle Scrivia, anch'essa con numerose gallerie. Furono inoltre realizzati vari tratti dell'autostrada A4 da Brescia a Torino, così come altre opere stradali nelle province di Bergamo (la galleria "Conca d'Oro" nel centro della città), Cuneo ed Asti. 

Gardesana - Lavori in corso

### Costruzioni civili private
La più nota e da lui amata è villa Simonini commissionata dalla famiglia Simonini, originariamente villa Isabetta nome della figlia del Cittadini a Salò, sede del Ministero degli Esteri durante la Repubblica Socialista Italiana, poi hotel Laurin, una delle prime case private italiane in stile Liberty, della quale seguì progetto, direzione dei lavori ed impresa. Seguirono villa Angeleri a Castelletto di Brenzone e villa Ormerod a Torri del Benaco, varie ville a Gromo ed abitazioni a Salò.

### Ulteriori opere pubbliche
Fra gli edifici religiosi ricordiamo la chiesa parrocchiale di Castelletto e la Casa dell'orfano a Ponte Selva, nonché la chiesa e il porticato monumentale del cimitero di Fossano.  Oltre a molteplici silos, granai, magazzini militari e opere di difesa, la sua impresa costruì edifici scolastici a Malcesine e Gaino; ospedali e case di cura a Gromo, Castegnato e Desenzano, nonché vari impianti sportivi, come la piscina comunale di Cuneo e la tribuna est dello stadio comunale di Bergamo.